# Brendan Shanahan
Brendan Frederick Shanahan (* 23. Januar 1969 in Mimico, Ontario) ist ein ehemaliger kanadischer Eishockeyspieler und derzeitiger -funktionär, der im Verlauf seiner aktiven Karriere zwischen 1985 und 2009 unter anderem 1708 Spiele für die New Jersey Devils, St. Louis Blues, Hartford Whalers, Detroit Red Wings und New York Rangers in der National Hockey League auf der Position des linken Flügelstürmers bestritten hat. Shanahan, der im NHL Entry Draft 1987 bereits an zweiter Gesamtposition ausgewählt worden war und im Jahr 1997 mit den Detroit Red Wings den Stanley Cup gewann, wurde im Jahr 2013 mit der Aufnahme in die Hockey Hall of Fame geehrt. Bereits seit 2002 ist er Mitglied des Triple Gold Club. Derzeit ist er der Präsident der Toronto Maple Leafs.

## Karriere

### Spielerkarriere
Brendan Shanahan spielte seit 1985 in der Ontario Hockey League für die London Knights und bewies, welches Potential in ihm steckte. In zwei Jahren erreichte er 154 Punkte in 115 Spielen. Im NHL Entry Draft 1987 wurde von den New Jersey Devils in der ersten Runde an Position 2 ausgewählt. Bereits im Oktober 1987 gab er im Alter von 18 Jahren sein Debüt in der National Hockey League. Am Ende der Saison kam er auf 26 Punkte und zog mit den Devils zum ersten Mal in ihrer Geschichte in die Playoffs ein, wo sie bis ins Conference-Finale vordrangen.
Bereits im Spieljahr 1989/90 kam er auf 72 Scorerpunkte in der Saison. Allerdings kassierte er auf Grund seiner sehr körperbetonten Spielweise auch viele Strafminuten. Auch zu der ein oder anderen Prügelei auf dem Eis ließ er sich hinreißen.
1991 unterschrieb Shanahan einen Vertrag bei den St. Louis Blues. Doch Shanahan war ein Restricted Free Agent und die Blues mussten die New Jersey Devils entschädigen. Normalerweise werden solche Entschädigungen in Form von Draftpicks beglichen, doch die Blues hatten den Washington Capitals bereits für Scott Stevens vier Erstrunden-Draftpicks gegeben. Die Blues boten Curtis Joseph, Rod Brind’Amour und zwei Draftpicks, die erst einige Jahre später genutzt werden hätten können. Doch die New Jersey Devils interessierten sich mehr für Scott Stevens, womit Shanahan für Stevens kam.
Das erste Jahr in St. Louis brachte Shanahan die konstante Leistung, die er auch schon in New Jersey gezeigt hatte. In der Saison 1992/93 legte Shanahan dann richtig los und stellte mit 94 Punkten einen neuen persönlichen Rekord auf, den er im Jahr darauf auf 102 Punkte verbesserte.
Der Start zur NHL-Saison 1994/95 verschob sich, da sich die Spielergewerkschaft NHLPA, die Liga und die Teambesitzer nicht über neue Gehaltsmodalitäten einig wurden. Viele Spieler gingen deshalb nach Europa um trotzdem Eishockey zu spielen. Brendan Shanahan zog es nach Deutschland zur Düsseldorfer EG. Doch nach nur drei Spielen, in denen er fünf Tore schoss und drei vorbereitete, musste er zurück in die Vereinigten Staaten, da die Saison nun doch beginnen konnte. Es war seine letzte Saison in St. Louis.
Ende Juli 1995 wurde Shanahan in einem Tauschgeschäft für Chris Pronger zu den Hartford Whalers transferiert. Er wurde Kapitän der Mannschaft und erzielte 78 Punkte. Doch das Team verpasste die Playoffs. Er startete in die Saison 1996/97 mit den Whalers, doch nach zwei Spielen wurde er zu den Detroit Red Wings transferiert.
In Detroit spielte er, wie man es von ihm gewohnt war, eine sehr gute Saison und er erzielte mit 88 Punkten den drittbesten Wert seiner Karriere. In den Playoffs hatte er mit 17 Punkten großen Anteil am ersten Stanley-Cup-Sieg der Red Wings seit 1955. Im folgenden Jahr schwächelte Shanahan erstmals und kam nicht über 57 Punkte hinaus. Trotzdem konnten die Red Wings erneut den Stanley Cup gewinnen. In der Spielzeit 1998/99 konnte er sich im Vergleich zum Vorjahr nicht steigern und Detroit schied gegen den Erzrivalen aus Colorado in den Playoffs aus.
In den folgenden zwei Jahren kehrte die alte Form zurück und Shanahan punktete wieder fleißig. In der Saison 2001/02 sollte eine besonders erfolgreiche Saison für Shanahan werden. Im Februar 2002 gewann er mit der kanadischen Nationalmannschaft bei den Olympischen Winterspielen in Salt Lake City die Goldmedaille im Finale gegen das US-amerikanische Team. Verstärkt durch Dominik Hašek und Brett Hull spielten die Red Wings eine sehr gute Saison an deren Ende der dritte Stanley-Cup-Erfolg seit 1997 stand.
2003 wurde Shanahan mit der King Clancy Memorial Trophy für seine Führungsqualitäten und soziales Engagement ausgezeichnet. Auf dem Eis lief es nicht mehr so gut, wie in den Jahren zuvor. Er punktete weniger und die Red Wings kamen nicht über die zweite Playoff-Runde hinaus.
Die Saison 2004/05 fiel auf Grund eines erneuten Lockouts komplett aus. Dafür startete Brendan Shanahan in die nächste Saison in voller Frische. In 82 Spielen sammelte er 81 Punkte und brachte somit seine beste Leistung seit neun Jahren. Trotz einer großartigen regulären Saison der Red Wings kam das enttäuschende Ende bereits in der ersten Runde der Playoffs. Es war gleichzeitig der Abschied von Brendan Shanahan nach zehn erfolgreichen Jahren in Detroit.
Im Sommer 2006 entschied sich Shanahan Detroit zu verlassen, um nochmal bei einem anderen Team einen Neuanfang zu starten. Er stand kurz vor einem Vertragsabschluss mit den Montréal Canadiens, als er ein Angebot von den New York Rangers erhielt, wo er einen vier Millionen Dollar schweren Einjahresvertrag unterschrieb. Gleich in seinem ersten Spiel für die Rangers traf er zweimal und erreichte damit als erst 15. Spieler die Marke von 600 NHL-Treffern. Im Laufe der Saison gehörte er zum erweiterten Kreis der Kandidaten für die Maurice Richard Trophy, die an den besten Torschützen verliehen wird, doch seine Trefferquote war nicht konstant genug, um mit den Besten mitzuhalten. Ende Februar 2007 erlitt er im Spiel gegen die Philadelphia Flyers eine schwere Gehirnerschütterung, als er mit Gegenspieler Mike Knuble unglücklich zusammenprallte und vom Eis getragen werden musste. Nach einem Monat konnte er wieder in die Mannschaft zurückkehren. Am Ende der Saison kam er mit 62 Punkten in 67 Spielen wieder auf ein ordentliches Ergebnis und auch in den Playoffs überzeugte er mit fünf Toren, jedoch scheiterten die Rangers in der zweiten Runde. Mit seinen 29 Saisontoren erreichte Shanahan zum 18. Mal in Folge die 20-Tore-Marke, was außer ihm nur Gordie Howe gelang.
Im Sommer 2007 erhielt er von den Rangers einen neuen Einjahresvertrag, der nach Ablauf nicht verlängert wurde, da die Rangers zum Saisonbeginn die Gehaltsforderungen des Kanadiers nicht stemmen konnten. Daher unterzeichnete er am 14. Januar 2009 einen Einjahresvertrag bei den New Jersey Devils, dem Team, bei dem er seine NHL-Karriere 1987 begonnen hatte. Shanahan, der damals als zweiter Spieler des NHL Entry Draft 1987 von den Devils ausgewählt worden war, unterschrieb einen mit 800.000 US-Dollar dotierten Vertrag für die gesamte Spielzeit bzw. etwa 400.000 US-Dollar für die ausstehenden Spiele.
Der Vertrag wurde zwar am 5. August 2009 um ein weiteres Jahr verlängert, sodass Shanahan zu Beginn der Spielzeit 2009/10 im Kader der Devils stand. Nach diversen Neuverpflichtungen über den Sommer spielte er aber eine nur noch untergeordnete Rolle, woraufhin er das Team am 1. Oktober – kurz vor dem Saisonstart – auf eigenen Wunsch hin verließ. Am 17. November 2009 verkündete der Kanadier schließlich seinen Rücktritt vom Eishockeysport.

### Funktionärskarriere

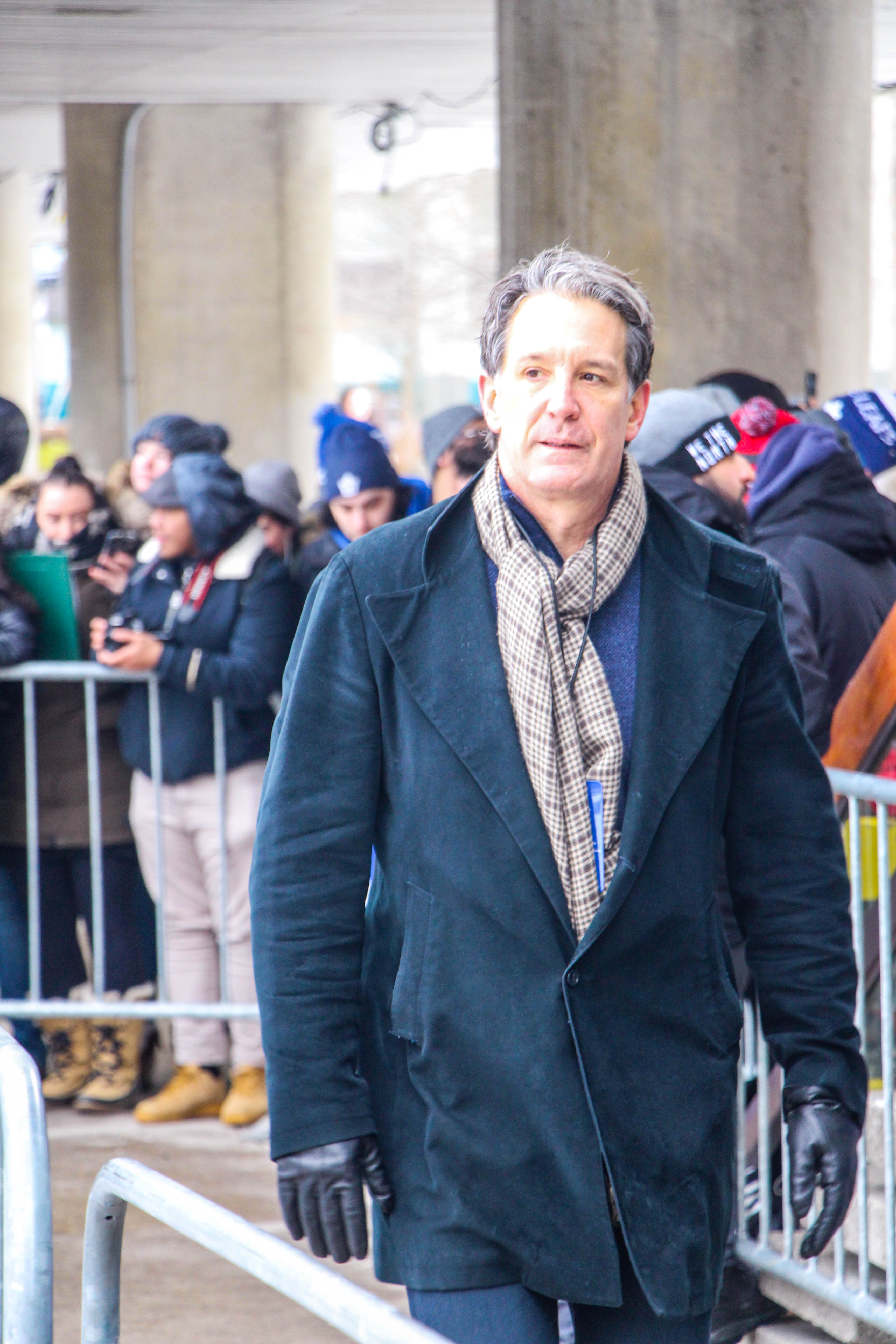
Brendan Shanahan (2020)

Im Dezember 2009 nahm Shanahan das Angebot der NHL an, als NHL Vizepräsident für Hockey und Geschäftsentwicklung zu arbeiten.
Am 1. Juni 2011 folgte er Colin Campbell als NHL-Senior-Vizepräsident nach. In dieser Funktion hatte er über Spielersperren nach regelwidrigen Aktionen zu entscheiden. Meistens stellte er dazu Videos auf die offizielle Seite der NHL, in denen er erklärte, in welcher Weise eine Regelverletzung vorlag (oder auch nicht vorlag) und begründete die Dauer der Sperre.
Am 11. April 2014 wurde Shanahan als neuer Präsident und alternate governor der Toronto Maple Leafs vorgestellt. Gleichzeitig verkündete die NHL, dass Stéphane Quintal das Amt des obersten Strafrichters übernimmt.

## Erfolge und Auszeichnungen
| - 1994 Teilnahme am NHL All-Star Game - 1994 NHL-Spieler des Monats April - 1994 NHL First All-Star-Team - 1996 Teilnahme am NHL All-Star Game - 1997 Teilnahme am NHL All-Star Game - 1997 NHL-Spieler des Monats Januar - 1997 Stanley-Cup-Gewinn mit den Detroit Red Wings - 1998 Teilnahme am NHL All-Star Game - 1998 Stanley-Cup-Gewinn mit den Detroit Red Wings - 1999 Teilnahme am NHL All-Star Game | - 2000 Teilnahme am NHL All-Star Game - 2000 NHL First All-Star-Team - 2002 Teilnahme am NHL All-Star Game - 2002 Stanley-Cup-Gewinn mit den Detroit Red Wings - 2002 NHL Second All-Star-Team - 2003 King Clancy Memorial Trophy - 2006 Mark Messier Leadership Award des Monats November - 2007 Teilnahme am NHL All-Star Game - 2013 Aufnahme in die Hockey Hall of Fame |

### International
| - 1991 Goldmedaille beim Canada Cup - 1994 Goldmedaille bei der Weltmeisterschaft - 1996 Zweiter Platz beim World Cup of Hockey | - 2002 Goldmedaille bei den Olympischen Winterspielen - 2002 Aufnahme in den Triple Gold Club |

## Karrierestatistik

### International
Vertrat Kanada bei:
| - Junioren-Weltmeisterschaft 1987 - Canada Cup 1991 - Weltmeisterschaft 1994 - World Cup of Hockey 1996 | - Olympischen Winterspielen 1998 - Olympischen Winterspielen 2002 - Weltmeisterschaft 2006 |

(Legende zur Spielerstatistik: Sp oder GP = absolvierte Spiele; T oder G = erzielte Tore; V oder A = erzielte Assists; Pkt oder Pts = erzielte Scorerpunkte; SM oder PIM = erhaltene Strafminuten; +/− = Plus/Minus-Bilanz; PP = erzielte Überzahltore; SH = erzielte Unterzahltore; GW = erzielte Siegtore; 1 Play-downs/Relegation; Kursiv: Statistik nicht vollständig)

## Sonstiges

### Familie und Privates
Brendan Shanahan ist mit Catherine Janney, der Ex-Frau seines ehemaligen Teamkameraden Craig Janney, seit 1998 verheiratet. Sie haben drei Kinder, die Zwillinge Maggie und Jack und die im Oktober 2004 geborene Catherine.
Shanahan hat seit Mai 2002 neben der kanadischen auch die US-amerikanische Staatsbürgerschaft.

### Besonderes
- Shanahan ist eines der Mitglieder im Triple Gold Club. Der Triple Gold Club ist eine exklusive Gruppe von Eishockeyspielern, die sowohl den Stanley Cup, als auch olympisches Gold, sowie die Weltmeisterschaft gewonnen haben.
- Die London Knights, für die er in seiner Jugendzeit in der OHL gespielt hat, haben die Nummer 19, die er damals getragen hat, zu seinen Ehren gesperrt, die jetzt nicht mehr vergeben wird.